# Socovos
Socovos er en by og kommune i det sydøstlige Spanien i provinsen Albacete. Den har et indbyggertal på 1.662 (2024) indbyggere.